# Euphorbia vermiculata
Euphorbia vermiculata är en törelväxtart som beskrevs av Constantine Samuel Rafinesque. Euphorbia vermiculata ingår i släktet törlar, och familjen törelväxter. Inga underarter finns listade i Catalogue of Life.